# Еланы (Светлогорский район)
Еланы (бел. Яланы) — деревня в Боровиковском сельсовете Светлогорского района Гомельской области Республики Беларусь.
Поблизости находится месторождение строительного песка.

## География

### Расположение
В 9 км на юг от Светлогорска, 10 км от железнодорожной станции Светлогорск-на-Березине (на линии Жлобин — Калинковичи), 93 км от Гомеля.

### Гидрография
На реке Сведь (приток реки Березины).

## Транспортная сеть
На автодороге Светлогорск — Чкалово. Планировка состоит из криволинейной, почти широтной улицы. Застройка двусторонняя, плотная, деревянная, усадебного типа.

## История
Согласно письменным источникам известна с XVIII века как селение в Якимовослободской волости Речицкого уезда Минской губернии. В 1858 году собственность казны. В 1879 году обозначена в числе селений Славинского церковного прихода. Согласно переписи 1897 года действовали хлебозапасный магазин, магазин. В 1908 году работала школа. С 20 августа 1924 года до 8 октября 1924 года центр Еланского сельсовета Озаричского района Мозырского округа. В 1930 году организован колхоз. Согласно переписи 1959 года. Располагался клуб.

## Население

### Численность
- 2004 год — 116 хозяйств, 167 жителей

### Динамика
- 1858 год — 21 двор, 141 житель
- 1897 год — 45 дворов, 270 жителей (согласно переписи)
- 1908 год — 59 дворов, 340 жителей
- 1925 год — 102 двора
- 1930 год — 106 дворов 574 жителя
- 1959 год — 602 жителя (согласно переписи)
- 2004 год — 116 хозяйств, 167 жителей